# Ecpyrrhorrhoe aduncis
Ecpyrrhorrhoe aduncis is een vlinder uit de familie grasmotten (Crambidae). De wetenschappelijke naam van de soort is voor het eerst geldig gepubliceerd in 2013 door Qi-ang Gao, Dan-Dan Zhang & Shu-xia Wang.

## Type
- holotype: "male. 4.VIII.2006. leg. Li, H.-h. genitalia slide GQ no. 11127"
- instituut: ICCLS, Nankai University, Tianjin, China
- typelocatie: "Taiwan, Taipei City, Sikanshui, 25°01'N, 121°27'E, 550-600 m"